# 青団

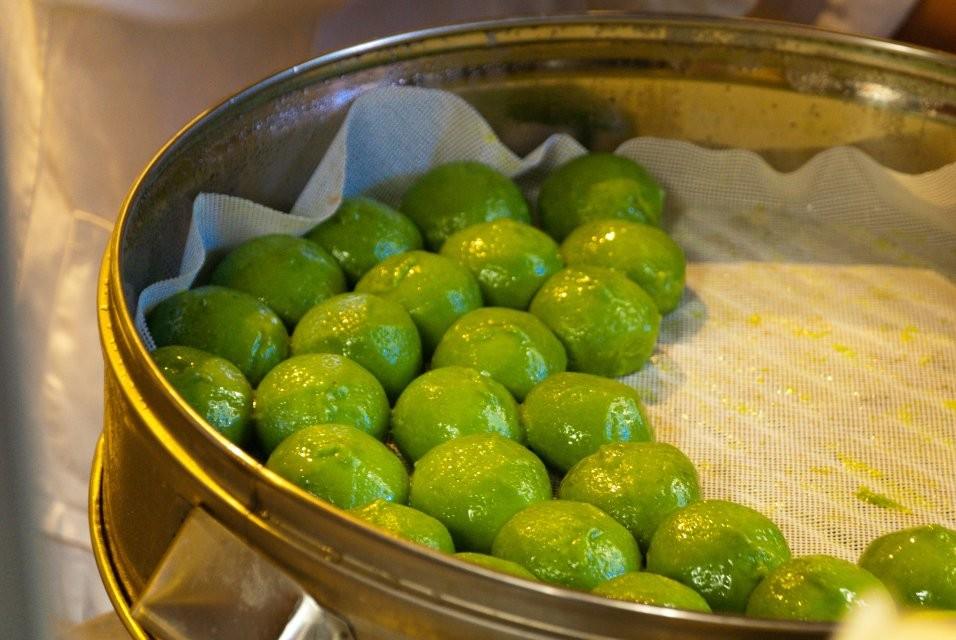
青団の例

青団（チントゥアン）は、中華人民共和国の江南エリアで清明節に食べられる伝統的な餅菓子の一種。青団子とも呼ばれる。

## 概要
伝統的な青団はもち米、ヨモギ、あんこなどから作られ、日本でいう「草団子」や「草餅」のことだが、見た目はきらきらと光沢のある緑色をしており、形状は日本の大福に近い。青団の餡にはラードが加えられる。
上海市の老舗店では、清明節前になると1日に10万個以上の青団を売りあげることもある。青団には甘いものとしょっぱいものと2種類あるが、長江デルタ地域では甘いもののほうが人気が高く、売り上げの7割ほどが甘い青団である。
近年では、「塩漬け卵と肉松の餡」、「鶏肉とベーコン餡」、「塩漬け肉とタケノコ餡」、「バターカシューナッツ餡」、「ドリアン餡」などの青団も発売され、インターネット上で話題となっている。